# Psolidocnus sacculus
Psolidocnus sacculus is een zeekomkommer uit de familie Cucumariidae.
De wetenschappelijke naam van de soort werd in 1983 gepubliceerd door David Pawson.